# Romanów (Basse-Silésie)
Pour les articles homonymes, voir Romanów.
Romanów est une localité polonaise de la gmina de Przeworno, située dans le powiat de Strzelin en voïvodie de Basse-Silésie.